# Gallagher Ridge
Gallagher Ridge ist ein Gebirgskamm im ostantarktischen Viktorialand. In der Asgard Range erstreckt er sich vom Mount Newall in nordöstlicher Richtung in das untere Wright Valley östlich des Decker-Gletschers.
Das Advisory Committee on Antarctic Names benannte ihn 1997 nach Charles Gallagher (1946–1997), Command Master Chief der Unterstützungseinheiten der United States Navy in Antarktika, der zwischen 1991 und 1995 in vier antarktischen Sommerkampagnen auf der McMurdo-Station tätig war. Er starb am 1. Mai 1997 in seiner Funktion als Unterkunftskoordinator des Unternehmens Antarctic Support Associates (ASA) infolge einer Erkrankung auf dieser Station.